# Броуэрвилл (город, Миннесота)
Броуэрвилл (англ. Browerville) — город в округе Тодд, штат Миннесота, США. На площади 1,8 км² (1,8 км² — суша, водоёмов нет), согласно переписи 2002 года, проживают 735 человек. Плотность населения составляет 406,4 чел./км².
- Телефонный код города — 320
- Почтовый индекс — 56438
- FIPS-код города — 27-08110[1]
- GNIS-идентификатор — 0640527[2]